# Athetis ignava
Athetis ignava là một loài bướm đêm trong họ Noctuidae.